# Docteur Popaul
Docteur Popaul is een Franse filmkomedie uit 1972 onder regie van Claude Chabrol. Het scenario is gebaseerd op de roman Meurtre à loisir (1969) van de Franse auteur Hubert Monteilhet. De film werd in Nederland uitgebracht onder de titel Ook met andermans vrouw is het goed vrijen.
Deze tragikomedie betekende het grootste commercieel succes in de carrière van Chabrol.

## Verhaal
Dr. Popaul vertrouwt geen mooie vrouwen. Hij gaat daarom een weddenschap aan om met zoveel mogelijk lelijke vrouwen te slapen. Niet lang daarna leert hij op vakantie Christine kennen. Haar vader spoort hem aan om met haar te trouwen. Op de bruiloft ontmoet hij de aantrekkelijke zus van Christine.

## Rolverdeling
| Acteur             | Personage        |
| ------------------ | ---------------- |
| Jean-Paul Belmondo | Dr. Paul Simay   |
| Mia Farrow         | Christine Dupont |
| Laura Antonelli    | Martine Dupont   |
| Marlène Appelt     | Carole           |
| Dominique Zardi    | Bisschop         |
| Daniel Lecourtois  | Prof. Dupont     |
| Patrick Préjean    | Arthur Rignard   |
| Michel Peyrelon    | Joseph           |
| Henri Attal        | Oude vrouw       |